# Platysenta cervina
Platysenta cervina är en fjärilsart som beskrevs av Smith 1900. Platysenta cervina ingår i släktet Platysenta och familjen nattflyn. Inga underarter finns listade i Catalogue of Life.